# Secolul al XXII-lea î.Hr.
(Secolul al XXIV-lea î.Hr. - Secolul al XXIII-lea î.Hr. - Secolul al XXII-lea î.Hr. - Secolul al XXI-lea î.Hr. - Secolul al XX-lea î.Hr. - Secolul al XIX-lea î.Hr. - alte secole)

## Evenimente

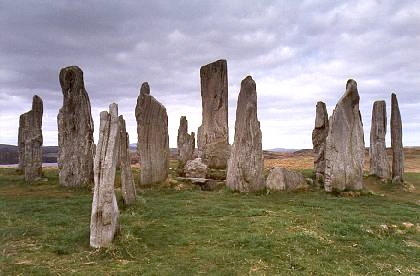
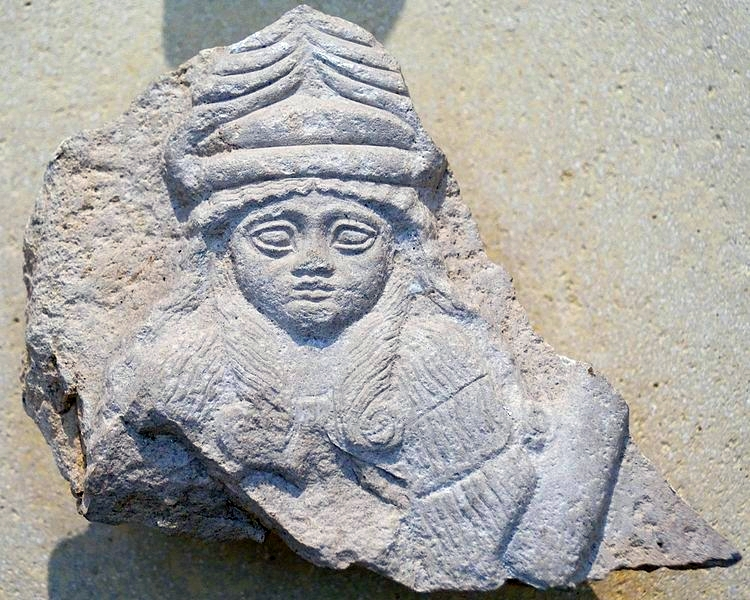
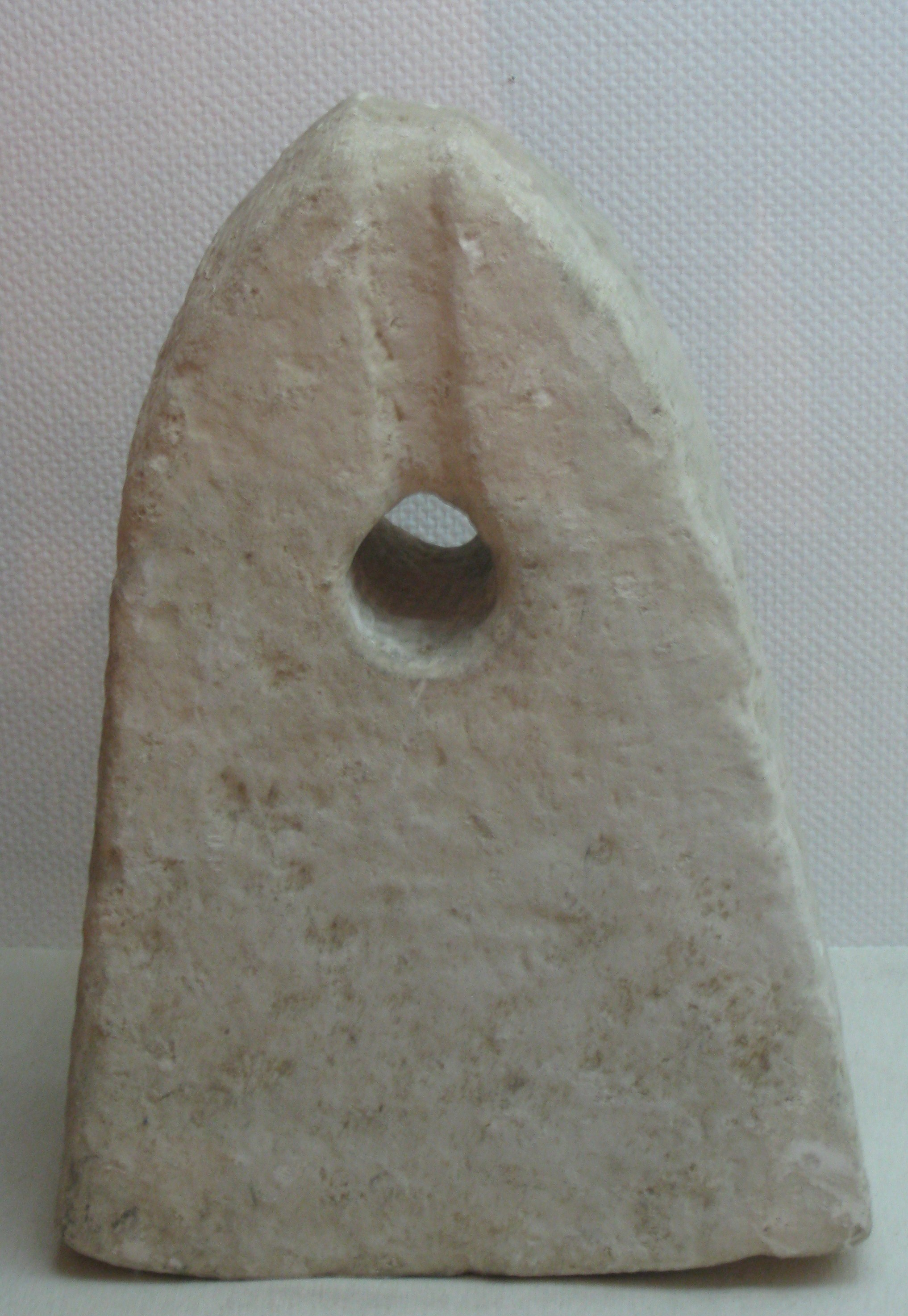
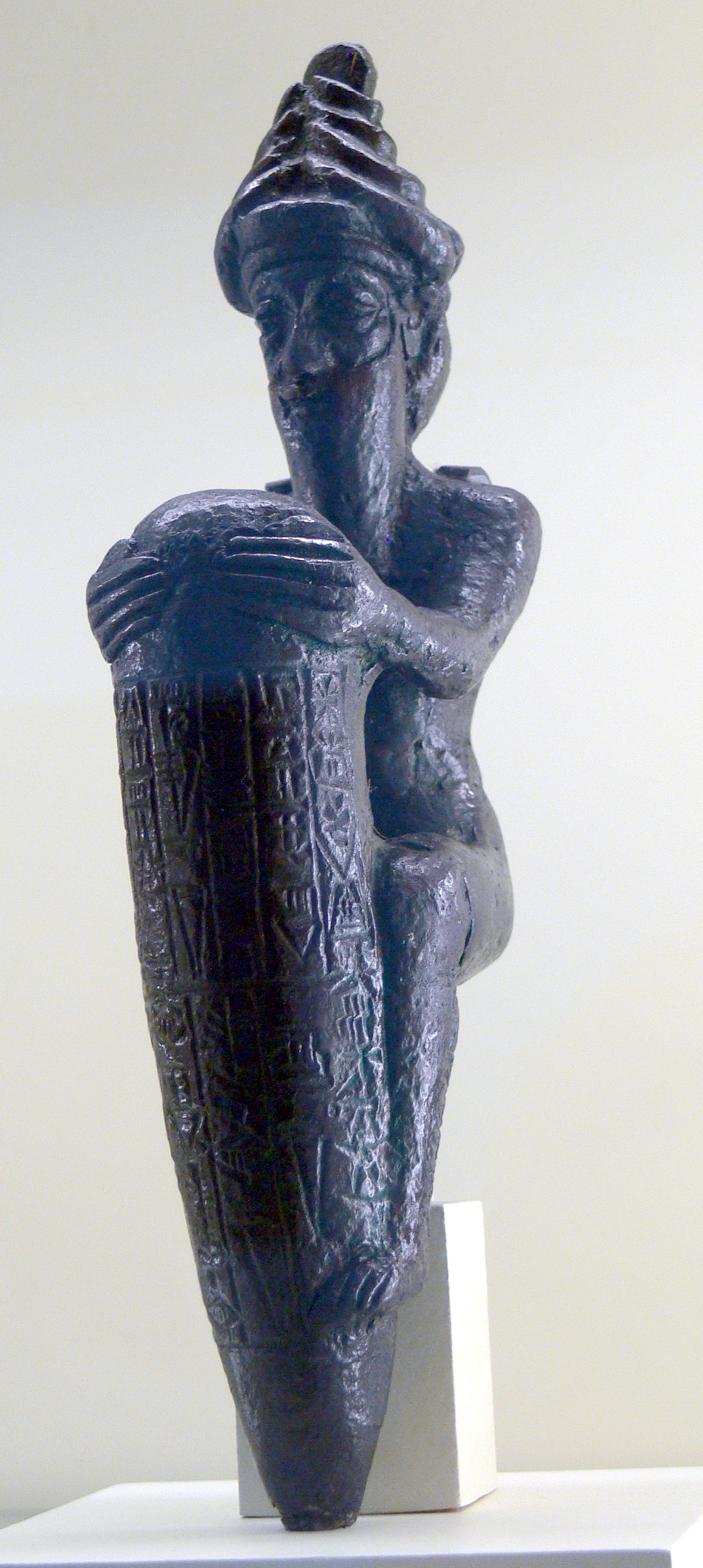
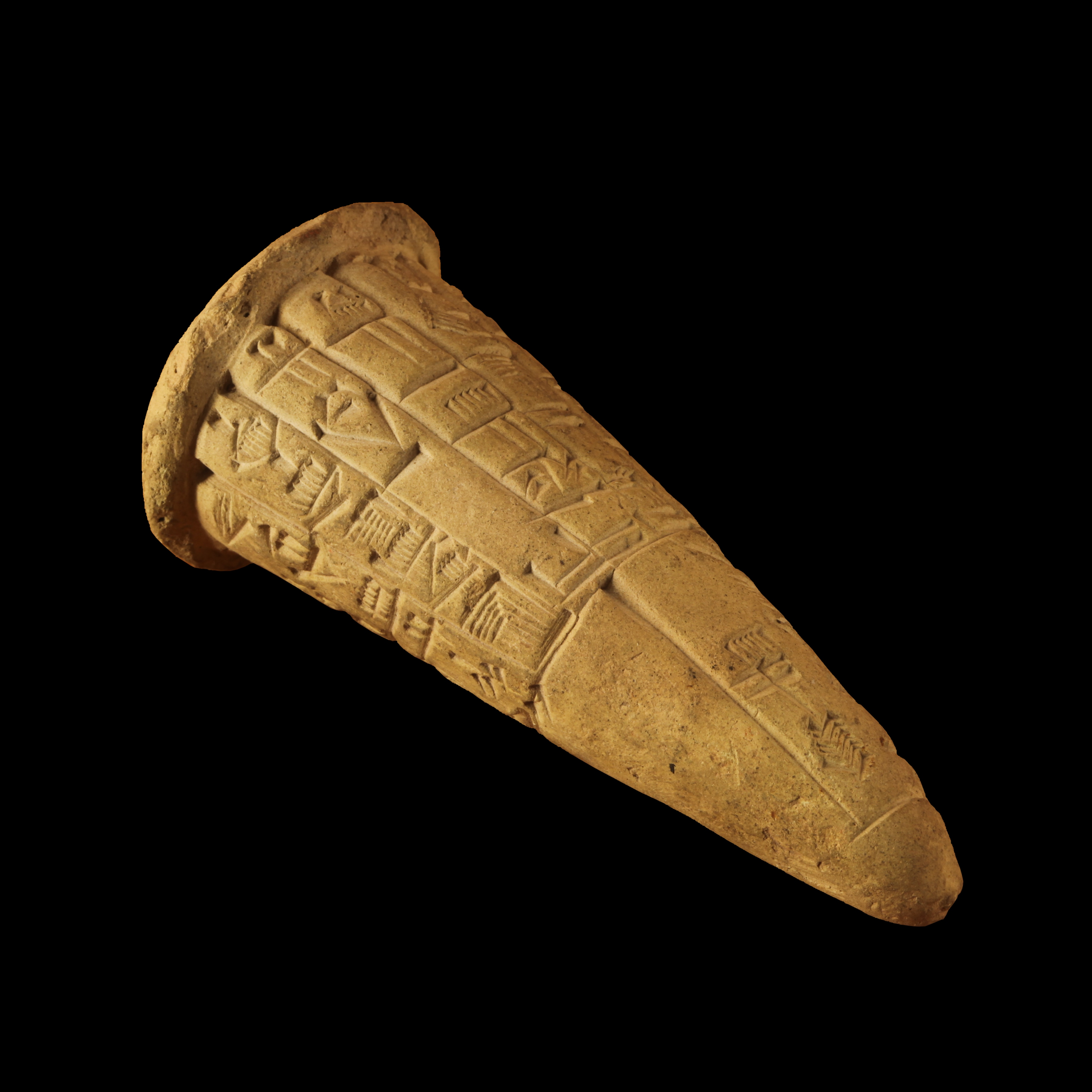
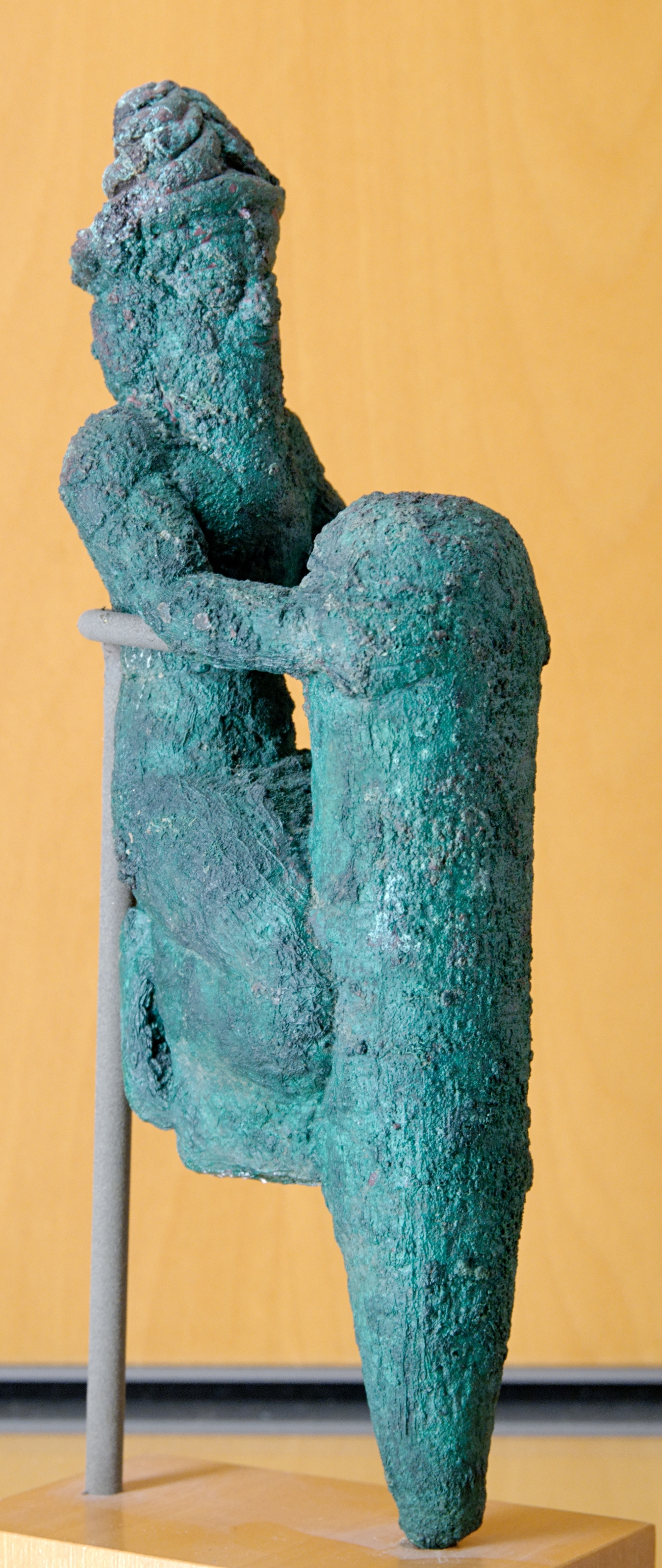
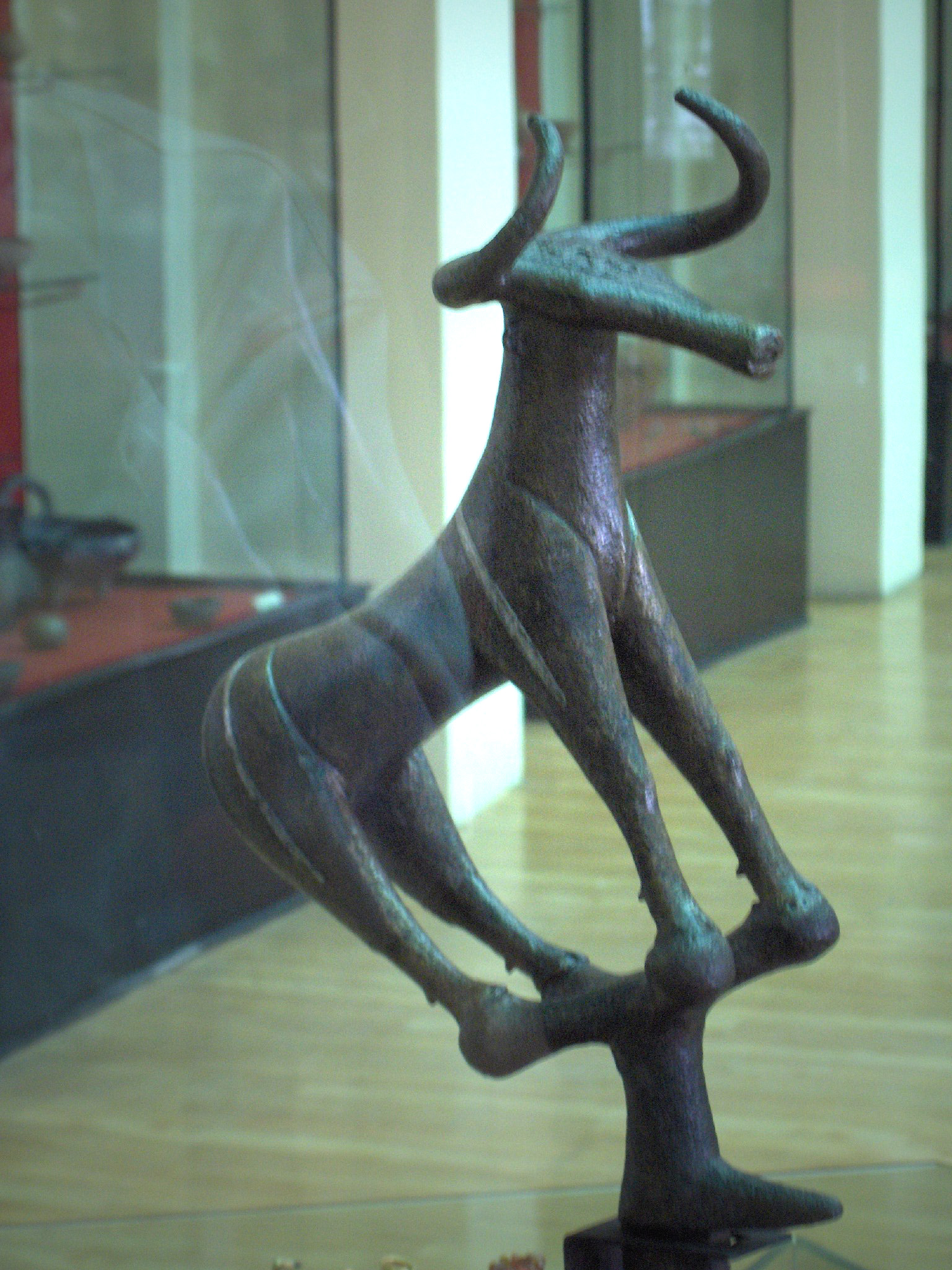
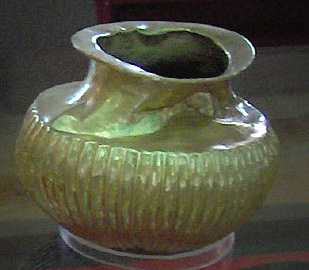
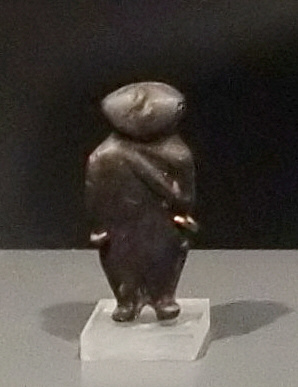
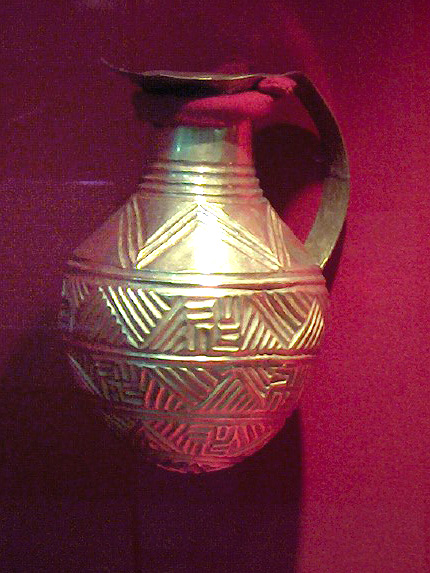
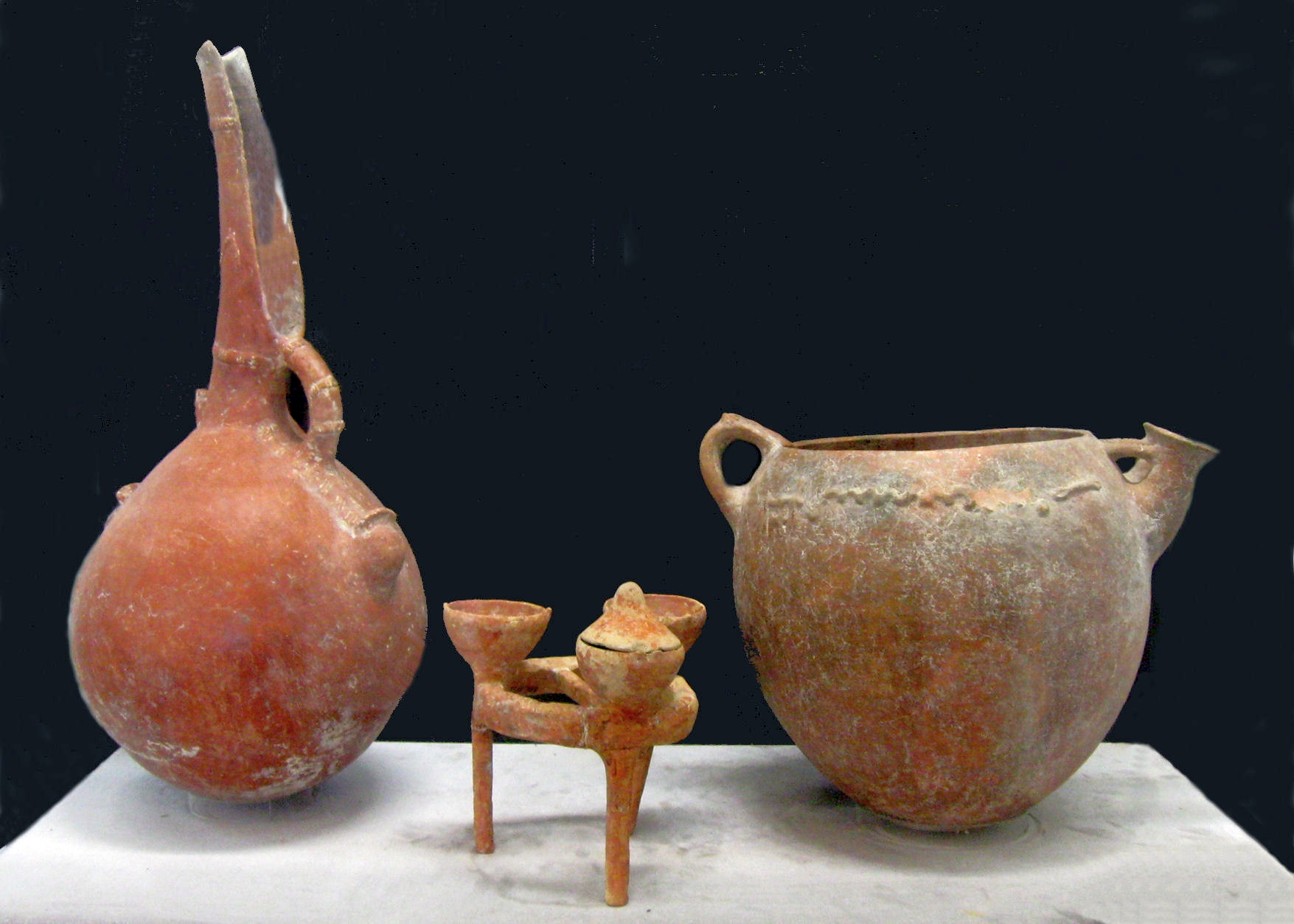
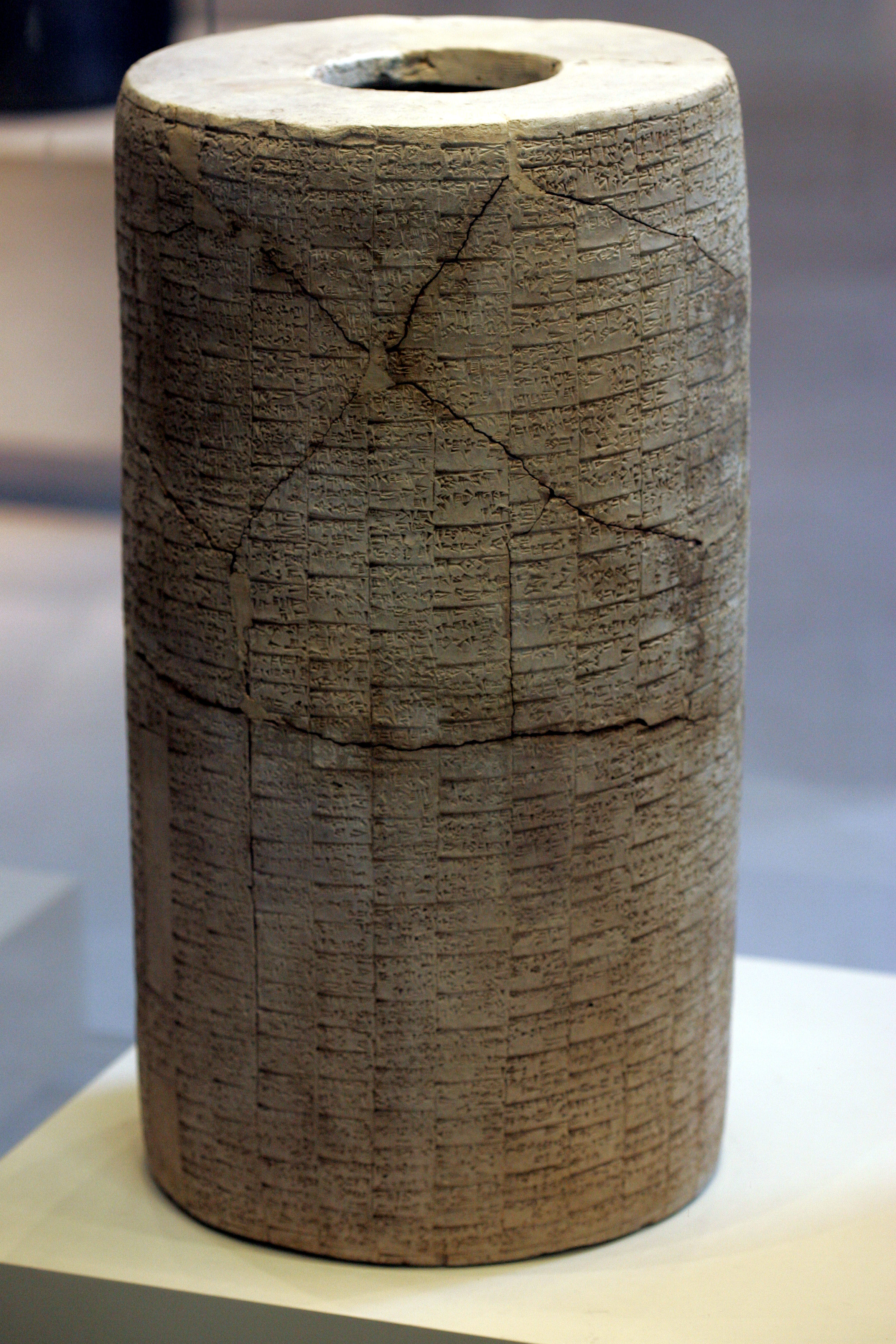
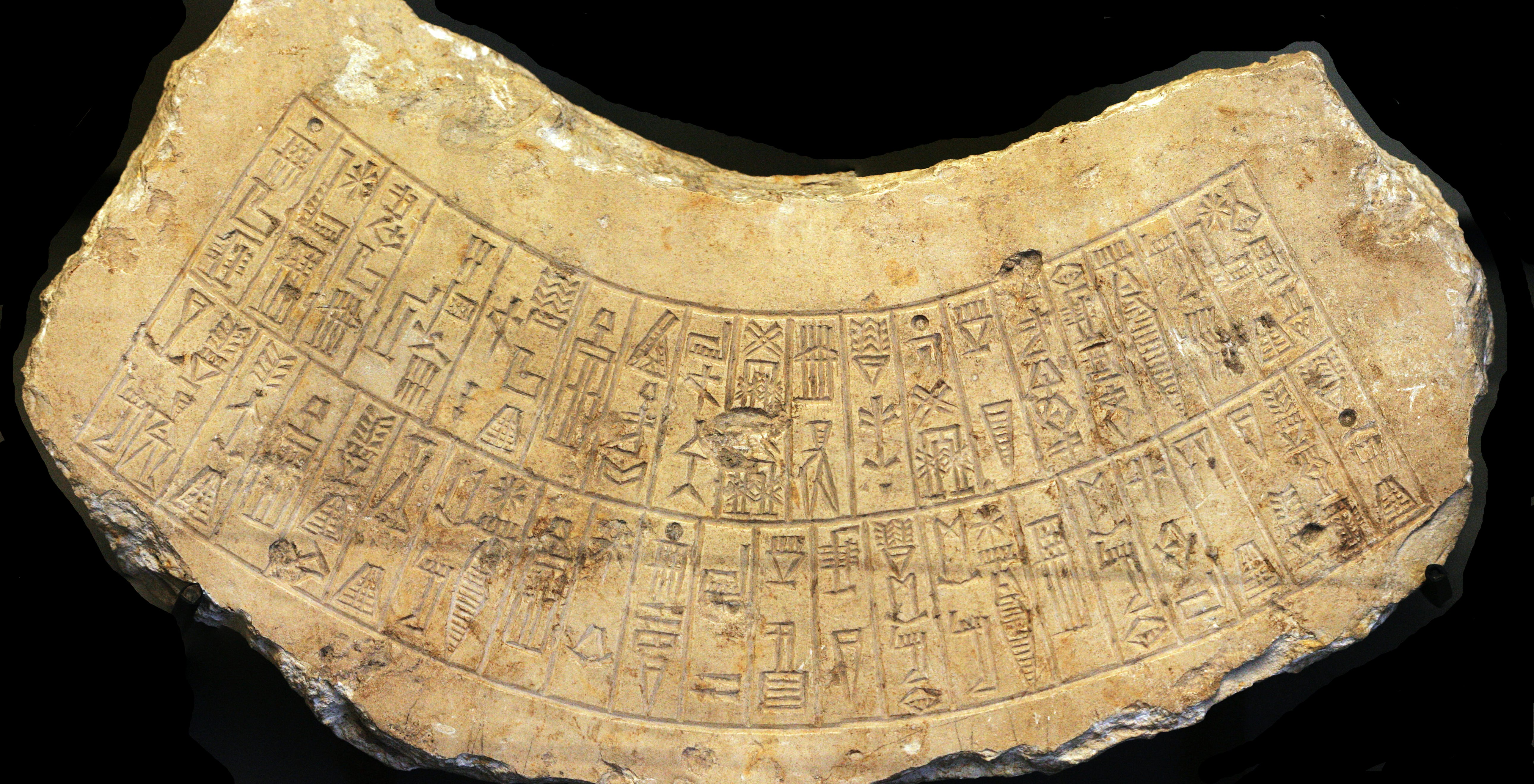
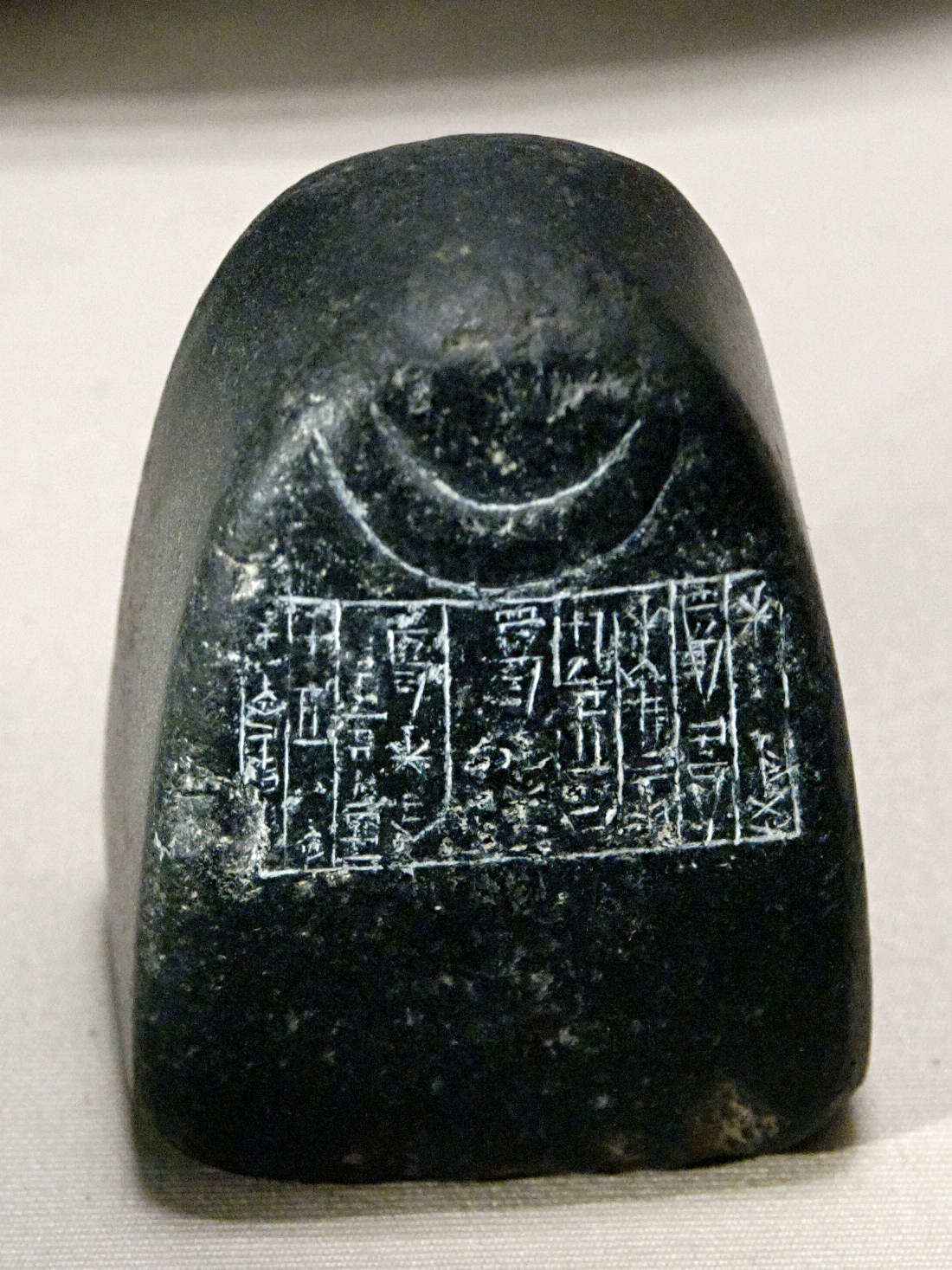
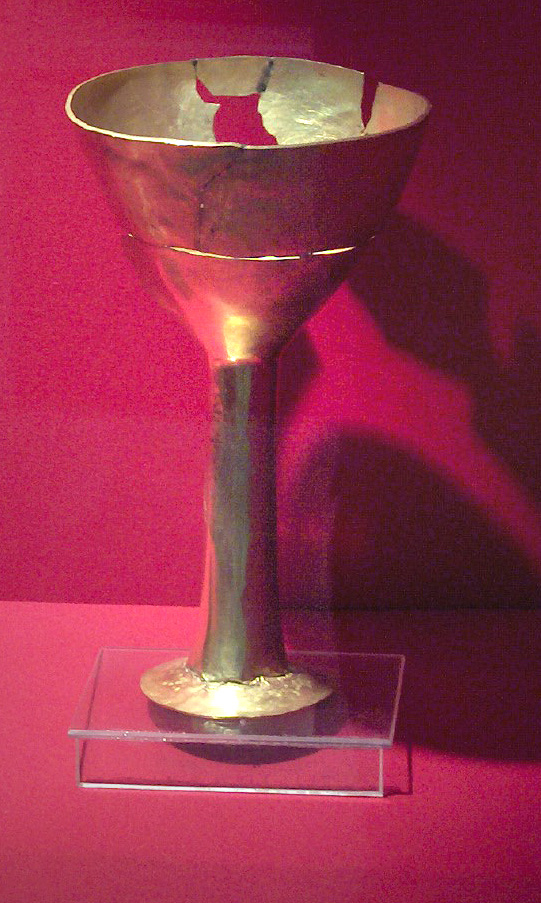
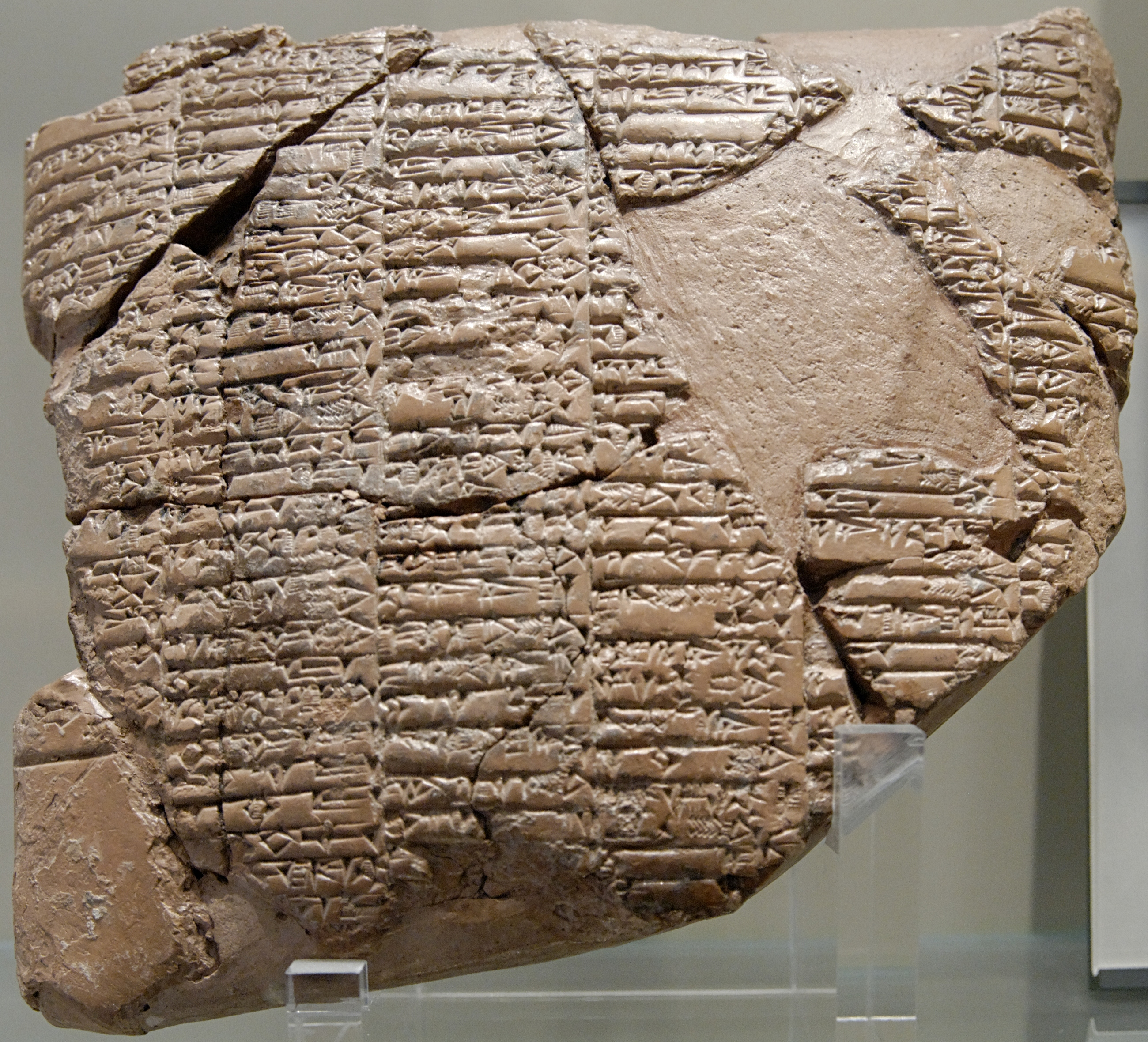

- 2.160 î.Hr.: utilizarea curentă a bronzului în Egipt
- 2217 î.Hr. - 2193 î.Hr.: invaziile nomade din Akkad.
- 2200 î.Hr.: a șasea dinastie a Egiptului s-a încheiat.
- C. 2190 î.e.n.: cauzate de o secetă severă, Vechiul Regat s-a încheiat în Egiptul Antic
- C. 2184 î.Hr.: Faraon Pepi II Neferkare moare
- C. 2181 î.Hr.: prima perioadă Intermediară începe în Egiptul Antic
- C. 2180 î.Hr.:  Imperiul akkadian a căzut sub atac condus de Guti (Mesopotamia), un popor  din nord-est.
- C. 2160 î.Hr.: Început perioadei minoice mijlocii în Creta.
- C. 2150-2030 î.Hr.: Opera "Ghilgameș" a fost scrisă.
- C. 2150 î.Hr.: Lagash.
- C. 2144 î.Hr.: Gudea, domnitorul (ENSI) din orașul Lagash, a început să domnească.
- 2138 î.e.n.: Babilon : O eclipsă solară din 9 mai și o eclipsă de lună din 24 mai au avut loc și sunt considerate a fi o eclipsă dublă care a avut loc 23 de ani de la ascensiunea regelui Shulgi a Babilonului
- 2130 î.e.n.: Egipt : Sfârșitul dinastiei a IX-a, începe dinastia a zecea
- 2124 î.Hr.: Gudea, domnitorul (ENSI) din orașul Lagash, a murit.
- 2119 î.Hr. - 2113 î.Hr.: , Utu-hengal , primul rege din dinastia a treia Ur.
- 2116 î.Hr. - 2110 î.Hr.: război dintre Uruk - Gutian.
- 2112 î.Hr. - 2095 î.Hr.: campanii sumeriene din Ur-Nammu.
- 2104 î.Hr. - 2103 î.Hr.: Potopul ebraic
- 2.160 î.Hr.: utilizarea curentă a bronzului în Egipt

## Personalitati

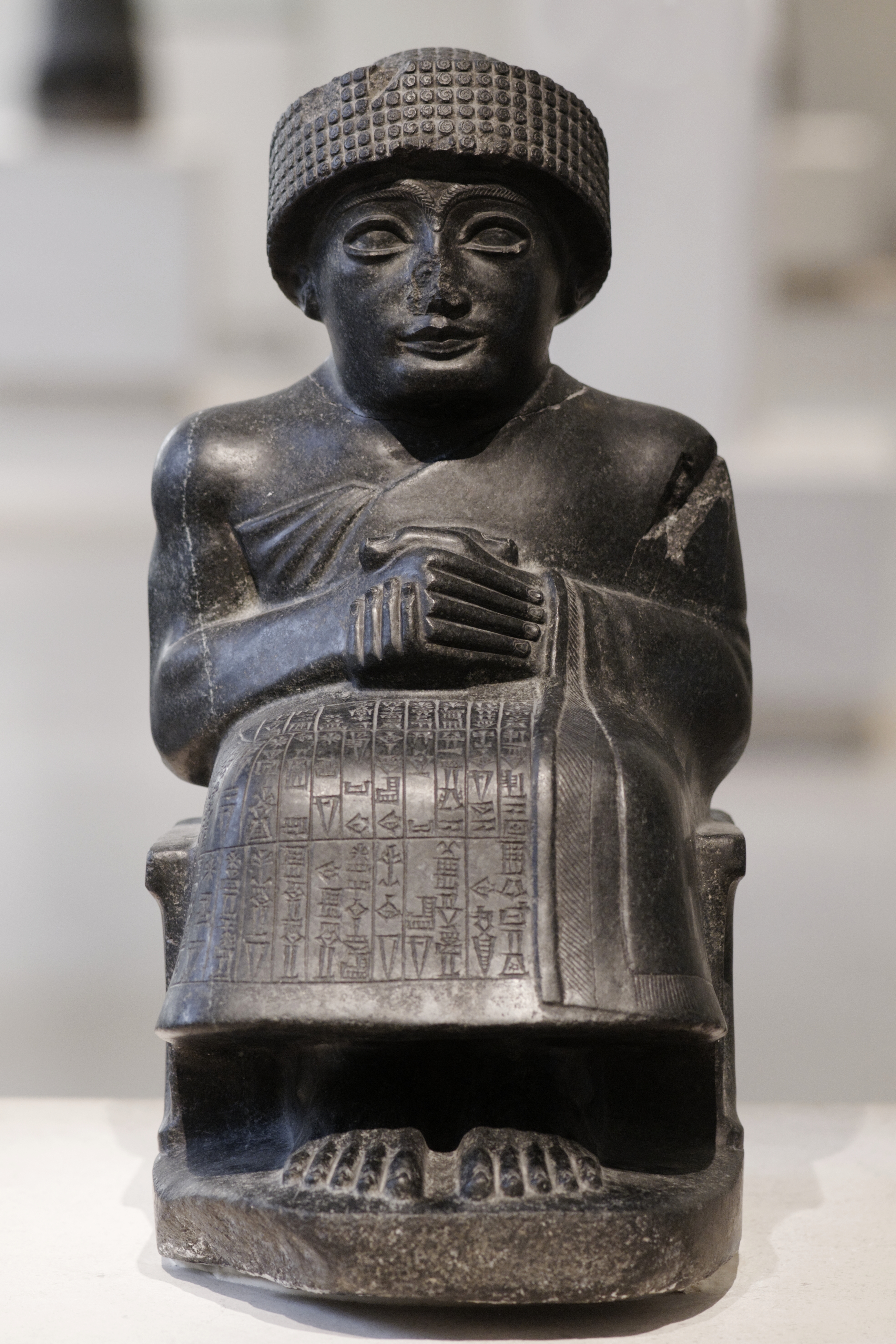
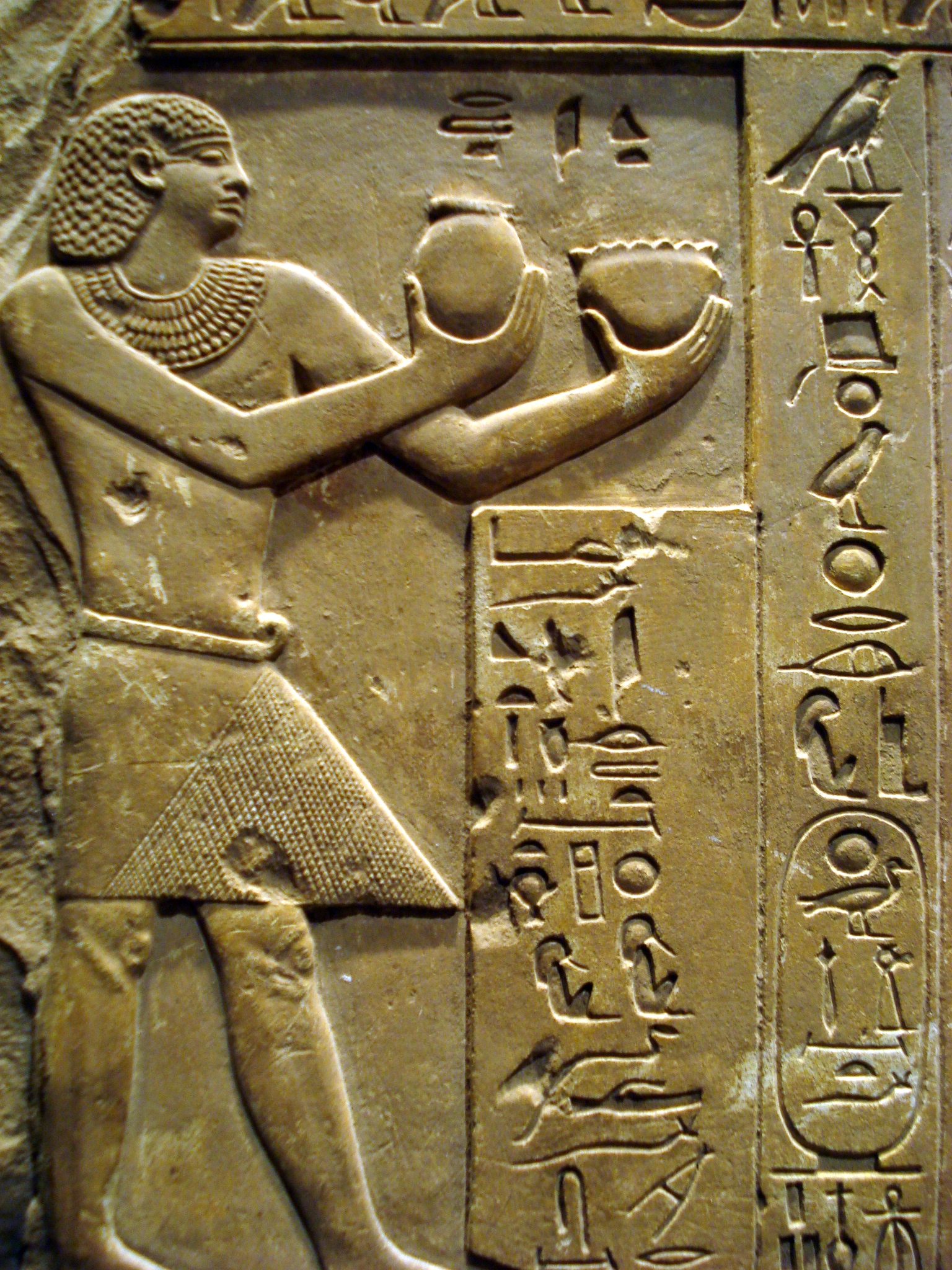

## Decenii
| Anii 2190 î.Hr. | Anii 2180 î.Hr. | Anii 2170 î.Hr. | Anii 2160 î.Hr. | Anii 2150 î.Hr. | Anii 2140 î.Hr. | Anii 2130 î.Hr. | Anii 2120 î.Hr. | Anii 2110 î.Hr. | Anii 2100 î.Hr. |